# Land's End (álbum)
| Críticas profissionais | Críticas profissionais |
| Avaliações da crítica  | Avaliações da crítica  |
| Fonte                  | Avaliação              |
| ---------------------- | ---------------------- |
| Allmusic               | [ 1 ]                  |

Land's End é o quinto álbum do cantor e compositor norte-americano Jimmy Webb, lançado em 1974 pela Asylum Records.

## Faixas
Todas as músicas foram escritas por Jimmy Webb.
- "Ocean in His Eyes" – 4:27
- "Feet in the Sunshine" – 3:28
- "Cloudman" – 3:45
- "Lady Fits Her Blue Jeans" – 4:05
- "Just This One Time" – 4:58
- "Crying in My Sleep" – 4:10
- "It's a Sin" – 3:06
- "Alyce Blue Gown" – 4:58
- "Land's End"/"Asleep on the Wind" – 9:07

## Ficha técnica
- Jimmy Webb – vocais, teclados
- Jim Ryan – guitarra
- Paul Keogh – guitarra
- Fred Tackett – guitarra
- Dean Parks – guitarra
- B.J. Cole – violão aço
- Davey Johnstone – bandolim
- Phillip Goodhand-Tait – teclados
- David Hentschel – sintetizador
- Tom Scott – saxofone
- Brian Hodges – baixo
- Dee Murray – baixo
- Barry DeSouza – bateria
- Nigel Olsson – bateria
- Ringo Starr – bateria
- Susan Webb – vocais
- Joni Mitchell – vocais
- Bob Fisher – masterização
- Richie Unterberger - encarte